# Бобравская возвышенность
Бобравская возвышенность (чеш.  Bobravská vrchovina) — часть Брненской возвышенности (чеш. Brněnská vrchovina) в Чехии. Расположена к западу и юго-западу от Брно в Моравии.
Самая высокая точка — вершина Копечек, расположена в кадастровой зоне Брно-Быстрц, недалеко от города Островачице и достигает 479 метров над уровнем моря. Другие известные вершины — Шпильберк (282 м над уровнем моря), Петров (245 м над уровнем моря), Стрелецкий копец (338 м над уровнем моря), Велка Баба (446 м над уровнем моря), Крави гора (305 м над уровнем моря).

## География
Расположена в южной Моравии, к западу и юго-западу от Брно. На западе граничит с Босковицким рифтом (чеш. Boskovická brázda), на северо-востоке с Драганской возвышенностью (чеш. Drahanská vrchovina), на юго-востоке с Дыйско-Свратецкой долиной (чеш. Dyjsko-svratecký úval).

## Геология
Образована магматическими породами Брненского массива (также Брненское извержение). Границы возвышенности имеют глубокие долины, водотоки обычно короткие и имеют большой уклон. Геоморфологическими подразделениями являются Лескунская возвышенность и Липовская возвышенность.

## Гидрография
Бобравская возвышенность расположена в бассейне Дуная, с северо-запада на юго-восток пересекают реки Бобрава, Свратка, Йиглава. Крупнейшим водоемом является водохранилище Брненской плотины.